# Nguyễn Thị Doan
Nguyễn Thị Doan (Hà Nam, 25 december 1959) is een Vietnamese onderwijzer en politicus. Van 25 juli 2007 tot 8 april 2016 was zij vicepresident van Vietnam.